# Laurin & Klement Excelsior
Der Laurin & Klement Excelsior war ein Traktor aus Österreich-Ungarn beziehungsweise aus der Tschechoslowakei. Der Hersteller Laurin & Klement war in Mladá Boleslav (Böhmen) ansässig. Er hatte um 1912 mit dem Bau von Traktoren und weiteren landwirtschaftlichen Geräten begonnen.
Schon vorher um 1899 stellte Laurin & Klement die ersten Motorräder und ab 1905 Automobile her.

## Excelsior
Der Excelsior-Traktor, der zur Kategorie Autopflug gehört, basiert auf einer Konstruktion der „Stock-Motorpflug GmbH“ aus Berlin.
Drei Typen von Motorpflügen (Stock, D. K aus Belgien und Akra) hatten 1914 am landwirtschaftlichen Wettbewerb in Tunis teilgenommen und dienten als Vorbild für den Excelsior von Laurin & Klement und dem Praga, ebenfalls ein Traktorenhersteller aus der Tschechoslowakei.
Der Vergaser des Excelsior, eine besondere Ausführung von Zenith, ermöglichte es, den Motor mit Benzin, Benzol oder Alkohol zu betreiben.

## Technische Daten
- Vierzylinder-Benzinmotor
- Hubraum: 4712 cm³
- Zylinderbohrung: 100 mm
- Hub: 150 mm
- Leistung: 40 PS
- Höchstdrehzahl: 1100/min
- Vierganggetriebe

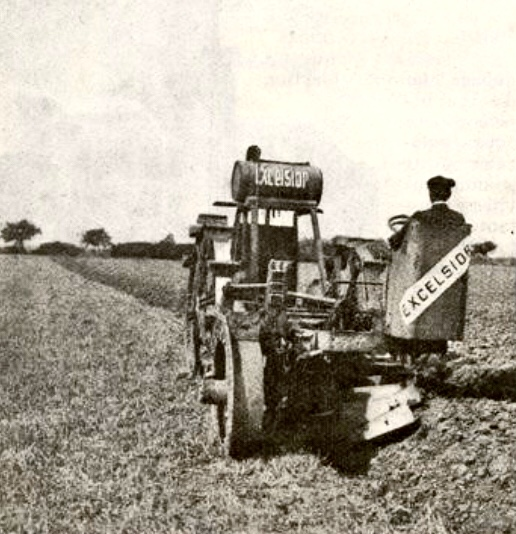
Laurin & Klement Excelsior beim Pflügen

- Höchstgeschwindigkeit 1. Gang 2,4 km/h
- Höchstgeschwindigkeit 2. Gang 3,4 km/h
- Höchstgeschwindigkeit 3. Gang 4,5 km/h
- Höchstgeschwindigkeit 4. Gang 8,4 km/h
- Höchstgeschwindigkeit Rückwärtsgang 4,5 km/h
- Raddurchmesser Antriebsachse: 1760 mm
- Fahrzeuggewicht: 4500 kg
- Vorderachslast: 3600 kg
- Hinterachslast: 900 kg
- Verbrauch beim Pflügen: 32 Liter pro Hektar
- Bauzeit: 1916–1920[2]